# Nemzeti Természetgyógyászati Egyetem
A Nemzeti Természetgyógyászati Egyetem (National University of Natural Medicine, NUNM) az Amerikai Egyesült Államok Oregon államának Portland városában működő magánintézmény.

## Története
Az intézmény Észak-Amerika legrégebben akkreditált természetgyógyászati iskolája, amelyet Oregon, Washington és Brit-Columbia természetgyógyász szakembereinek tervei alapján 1956 májusában alapítottak Charles Stone, W. Martin Bleything és Frank Spaulding a Nyugati Államok Kiropraktőri Főiskolájának megszűnése miatt.
Seattle-ben és Kansasben telephelyek nyíltak, de ezeket később Portlandben összevonták. Az első székhely a délkelet-portlandi Market utcán volt.
1995-ben vételi ajánlatot tettek a jelenlegi székhelyre, ahol 1996 szeptemberében indult meg a tanítás; a klinikai oktatás két helyszínen (Természetgyógyászati Központ és Pettygrove Kórház) zajlott.
A Nemzeti Naturopátiás Főiskola 2006 júliusában nevét Nemzeti Természetgyógyászati Főiskolára módosította, majd 2016 júniusában egyetemmé alakult.

## Campus
Az intézmény székhelye az 1912-ben épült egykori Failing általános iskola, melynek névadója Josiah Failing korábbi polgármester. Az épület az 1883-ban megnyílt, két utcasarokra található, 1922-ben lebontott}} falétesítményt váltotta. Az új épületet Morris H. Whitehouse és Jacques Fouilhoux konzorciuma tervezte; jellegzetes eleme a déli homlokzaton található napóra.
Az általános iskola 1959 tavaszán bezárt, majd az épületben Portlandi Közösségi Főiskola, később pedig Felnőttoktatási Központ név alatt indítottak szakképzéseket. 1964-ben felújították, majd 1971-ben eladták a Portlandi Közösségi Főiskolának, később pedig Ross-szigeti Központra nevezték át.
1996 júniusában Bill Naito vállalata megvásárolta az épületet, hogy abból lakóparkot alakítson ki az eredeti struktúra megőrzésével. Naito 1996 májusában bekövetkezett halálát követően a létesítményt a Naito Corp. eladta a Nemzeti Természetgyógyászati Egyetemnek.

## Oktatás

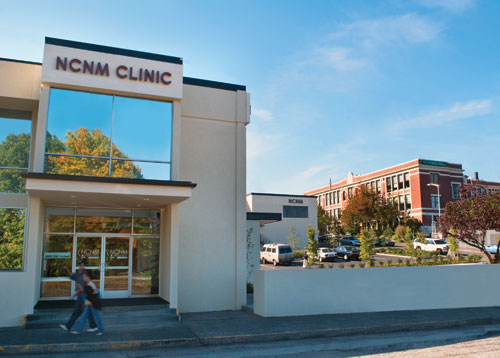
Az oktatókórház 2009-ben

Az intézmény négy főiskolából áll: természetgyógyászati, hagyományos kínai orvoslási, graduális, valamint alap- és részképzési. Doktori címet természetgyógyászati és keleti orvoslási, mesterdiplomát pedig integratív orvoslás, keleti orvoslás, dietetika, globális egészségügy és ájurvéda szakokon adnak ki. Alapképzésben integratív orvoslás és dietetika szakokon folyik oktatás. A képzés része a holisztikus elemzés is.
A graduális intézetben kétéves integratív kutatási részképzés is indul. A négyéves keleti orvoslási szakon kínai gyógyászat elemeit (gyógynövénytan, akupunktúra, moxa masszázs, torna, csikung és dietetika) tanítják. A hároméves akupunktúra mesterképzés az akupunktúra és masszázs gyakorlati oktatására fókuszál az elmélet és a gyógynövénytan részarányának csökkentésével.
Az intézményt az Amerikai Természetgyógyászati Főiskolák Szövetségének tagja és az Északnyugati Főiskolák és Egyetemek Bizottsága, a Természetgyógyászati Oktatási Tanács, valamint az Akupunktúrás és Gyógynövényes Orvoslási Akkreditációs Bizottság akkreditálta.
A The Princeton Review adatai szerint a természetgyógyászati képzésen a jelentkezők 82%-át veszik fel, az alapképzésben részt vevők tanulmányi átlaga 3,38.

### Klinikák
A NUNM oktatókórházában a hallgatókat természetgyógyászok és akupunktőrök tanítják, emellett orvosi rendelő, irodák, tárgyalótermek és egy államilag engedélyezett laboratórium is található itt.
Az egyetem a Közklinikai Koalíció tagjaként Portlandben több rendelőt is fenntart, amelyek 2013-ban több mint negyvenezer pácienst fogadtak.

## Kritikák
Egyesek szerint az intézmény a Nemzeti Kiegészítő és Integratív Egészségügyi Központ által 2005 és 2012 között folyósított 2,4 millió dollárral visszaélt, mivel abból nem bizonyított hatású kezelésekkel kapcsolatos kutatásokat finanszíroztak.
A természetgyógyászati képzés többek szerint áltudományokat és kuruzslást oktat, mivel a homeopátiát, gyógynövénytant, akupunktúrát és más, bizonyítékokkal nem alátámasztott alternatív gyógymódokat alapellátásként tanítanak.

## Fordítás
- Ez a szócikk részben vagy egészben  a   National University of Natural Medicine című angol Wikipédia-szócikk ezen változatának fordításán alapul.  Az eredeti cikk szerkesztőit annak laptörténete sorolja fel. Ez a jelzés csupán a megfogalmazás eredetét és a szerzői jogokat jelzi, nem szolgál a cikkben szereplő információk forrásmegjelöléseként.